# Kleinberghausen (Freystadt)

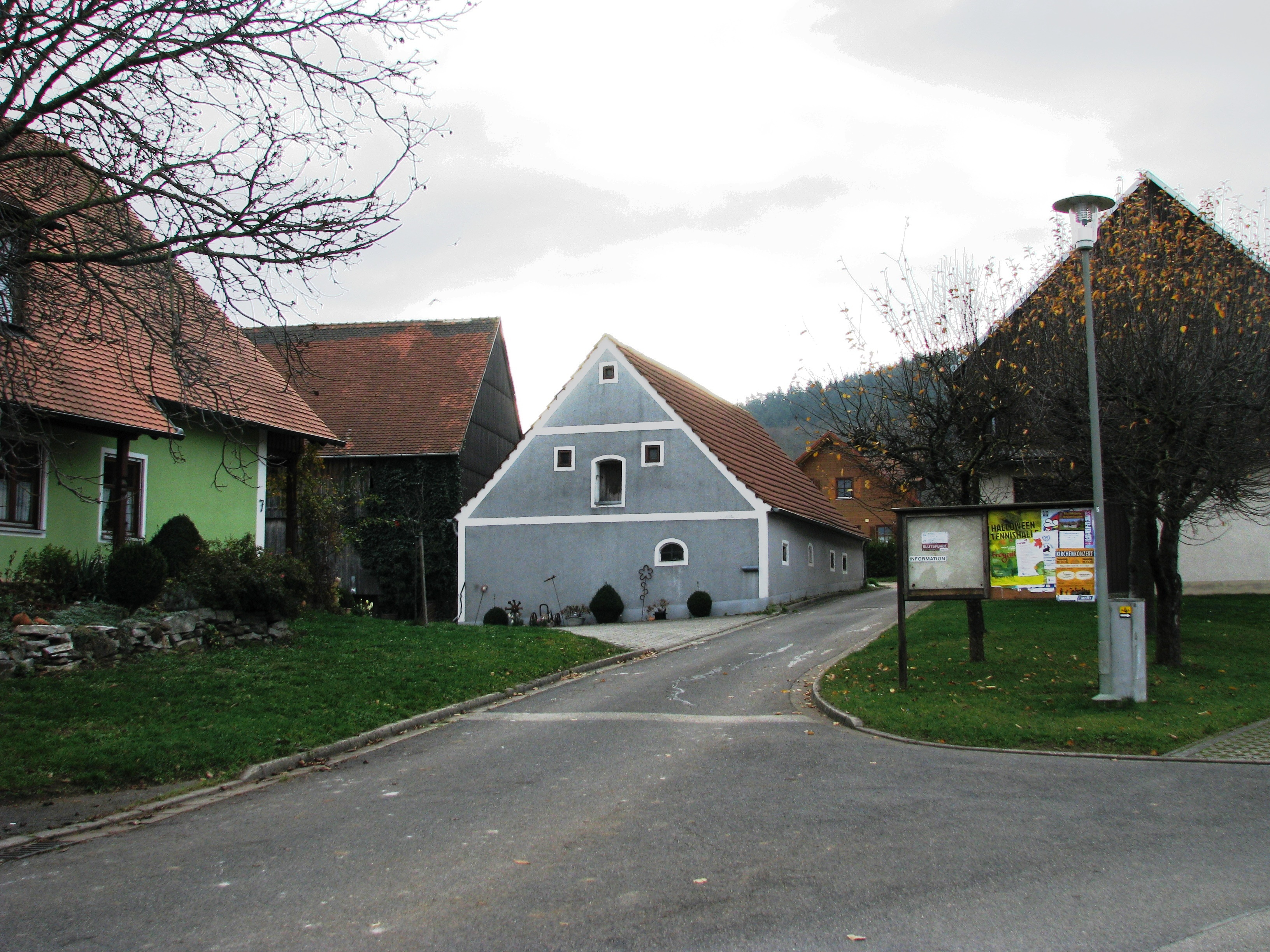
Dorfmitte

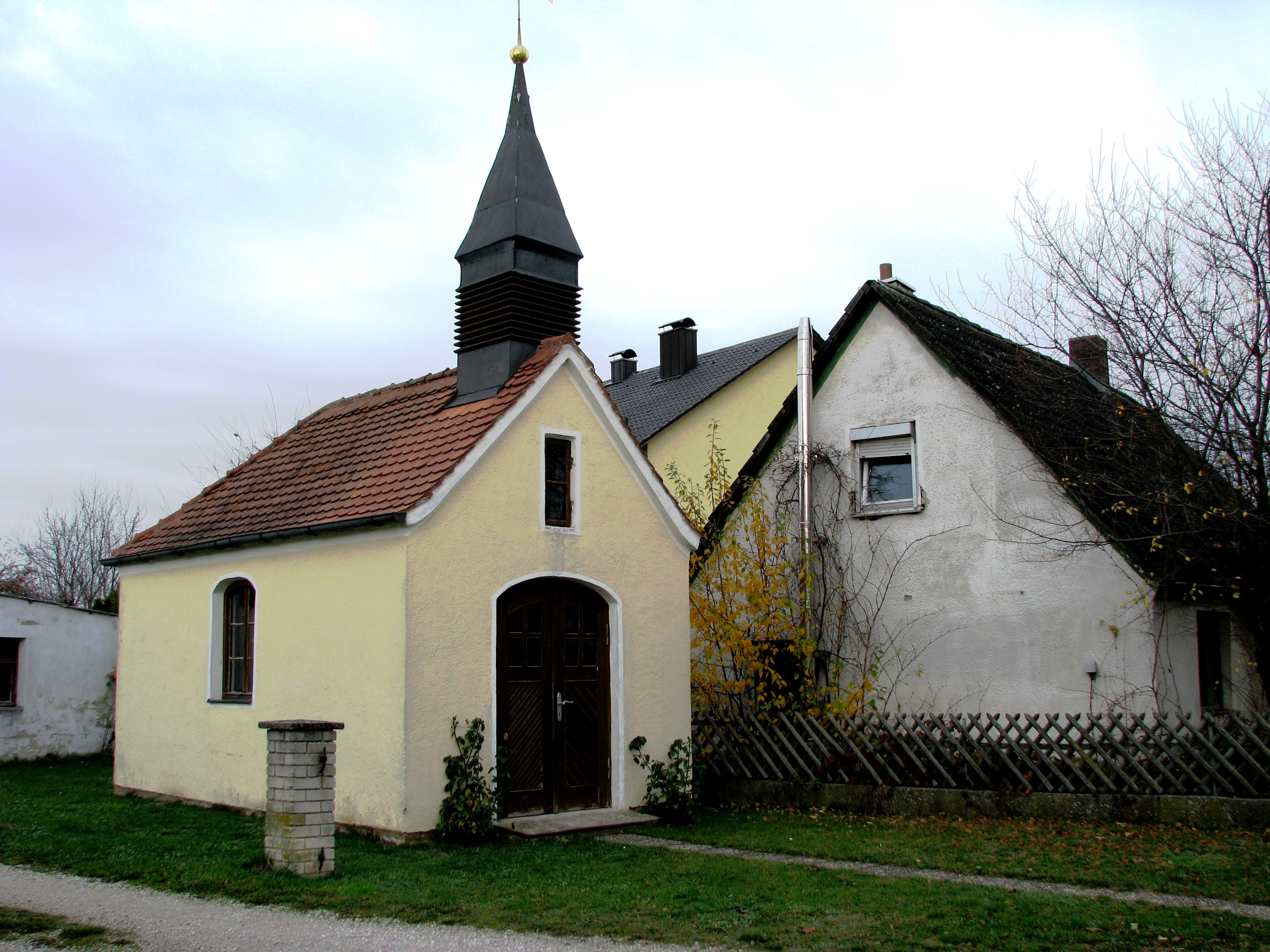
Ortskapelle

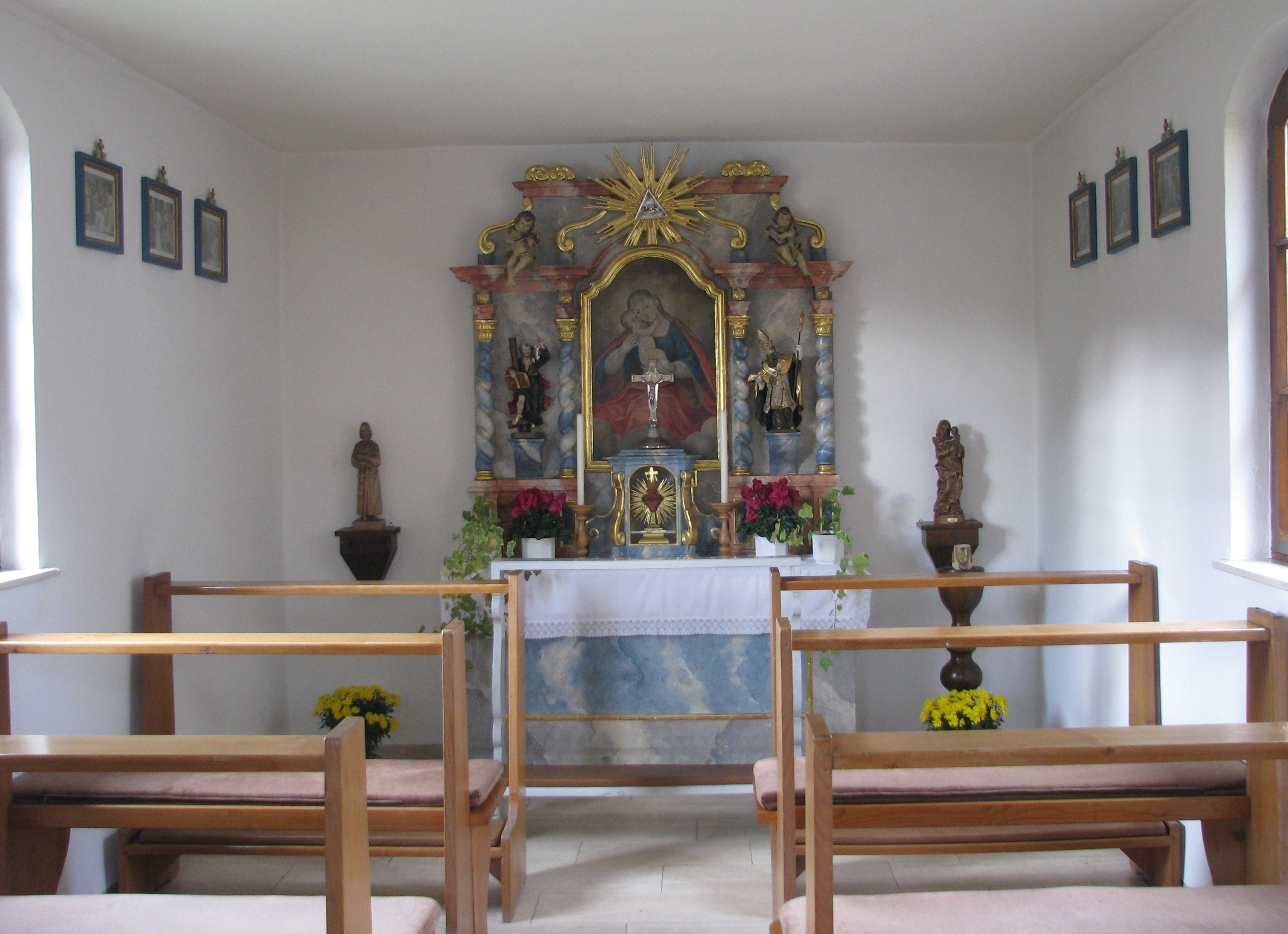
Blick in die Kapelle

Kleinberghausen ist ein Gemeindeteil der Stadt Freystadt im Landkreis Neumarkt in der Oberpfalz in Bayern.

## Lage
Kleinberghausen liegt auf rund 435 m ü. NHN am nördlichen Hang des 564 Meter hohen Röschberges südlich des Main-Donau-Kanals. Der Gemeindesitz Freystadt liegt jenseits des Kanals im Nordwesten,  Mühlhausen ebenfalls jenseits des Kanals im Nordosten.

## Geschichte
Das Dorf ist erstmals 1376 genannt, als Hippolyt von Stein den halben Groß- und Kleinzehent von Kleinberghausen an das von den Steinern gegründete  Klösterlein Grab gab. Der Besitz der Steiner zu Kleinberghausen kam dann an das Reichsstift Niedermünster zu Regensburg (dort war eine von Stein Stiftsdame) und von diesem als Zinslehen an die Wollenzhofen zu Nürnberg, die 1399 das Gut samt den vierten Teil des Zehents an den Pfalzgrafen und Kurfürst Ruprecht verkauften.
Wohl über die Steiner erwarben die Wolfsteiner auf Obersulzbürg Kleinberghausen als Allodialbesitz. Der Ort lag knapp südlich ihrer Freien Reichsherrschaft  und unterstand deshalb der Hochgerichtsbarkeit des kurpfalz-baierischen Schultheißenamtes Neumarkt. Die Höfe von Kleinberghausen waren beiden Ämtern der der Sulzbürg-Wolfsteiner zugeordnet, nämlich Sulzbürg und Pyrbaum, von der Größe her zwei Halbhöfe, ein Viertelhof und drei Achtelhöfe. Am 20. April 1740 starb mit Reichsgraf Christian Albrecht von Wolfstein das Geschlecht aus, die Reichsherrschaft Sulzbürg-Pyrbaum fiel als erledigtes Lehen an das Kurfürstentum Bayern, das auch noch den Allodialbesitz der Wolfsteiner erwerben konnte. Die Wolfsteiner Güter in Kleinberghausen kamen zu den kurbaierischen Kabinettsherrschaften Sulzbürg und Pyrbaum. Am Ende des Alten Reiches, um 1800, bildeten acht Höfe Kleinberghausen, die vier Grundherrschaften gehörten, der Oberen Hofmark Berngau ein Achtelhof, der kurfürstlichen Kabinettsherrschaft Sulzbürg ein 1⁄16-Hof, der Kabinettsherrschaft Pyrbaum die zwei Halbhöfe Prändl und Wafler sowie ein Viertelhof und drei Achtelhöfe und dem Klosterrichteramt Seligenporten der Baumannhof, der einzige „große“ (ganze) Hof. Die Gemeinde hatte ein Hirtenhaus.
Im Königreich Bayern (1806) wurde aus Großberghausen, Kleinberghausen, Obernricht, Schmellnricht, Höfen und Fuchsmühle der Steuerdistrikt Großberghausen im Landgericht Neumarkt in der Oberpfalz gebildet.
Bei der Gemeindebildung von 1818 wurde aus den Steuerdistrikten politische Gemeinden; die Gemeinde Großberghausen umfasste das Kirchdorf Großberghausen und den Weiler Kleinberghausen; aus den übrigen Orten des Steuerdistrikts Großberghausen wurde die Gemeinde Höfen gebildet, aus der allerdings Schmellnricht 1857 in die Gemeinde Lauterbach umgegliedert wurde. 1827 wurde diese Gemeinde dem Landgericht und Rentamt Beilngries zugeteilt, weil das übermäßig große Landgericht Neumarkt verkleinert wurde. Bei der Kreiseinteilung von 1837 wurden das Landgericht Beilngries und damit auch Großberghausen und Kleinberghausen aus dem bisherigen Regenkreis in den Rezatkreis eingeordnet, der nunmehr Mittelfranken genannt wurde.
1875 zeigte sich die landwirtschaftliche Prägung des Dorfes durch einen Großviehbestand von neun Pferden und 74 Stück Rindvieh.  Kirchlich gehörte Kleinberghausen mit dem Filial-Kirchdorf Großberghausen zu der katholischen Pfarrei Forchheim, wohin die Kinder deshalb zur Schule gingen.
Mit der Gebietsreform in Bayern verlor Großberghausen seinen Gemeindestatus und wurde am 1. Juli 1972 in die Stadt Freystadt des oberpfälzischen Landkreises Neumarkt eingemeindet. Seitdem ist Kleinberghausen ein Gemeindeteil der Stadt Freystadt.

### Einwohnerentwicklung
- 1830: 70 (10 Anwesen)[11]
- 1836: 65 (10 Häuser)[12]
- 1871: 49 (31 Gebäude, 70 Wohngebäude)[13]
- 1885: 53 (10 Wohngebäude)[14]
- 1900: 47 (10 Wohngebäude)[15]
- 1937: 54[16]
- 1950: 58 (10 Anwesen)[17]
- 1961: 46 (9 Wohngebäude)[18]
- 1970: 42[19]
- 1987: 56  (11 Wohngebäude, 13 Wohnungen)[20]
- 31. Dezember 2016: 47[21]

## Katholische Ortskapelle
Die Ortskapelle im Nordwesten des Dorfes, ein abgewalmter Satteldachbau mit Glockendachreiter, ist eine Marienkapelle ohne Messlizenz. Die Dorfkapelle ist im Atlasblatt Neumarkt von 1836 eingezeichnet und wurde 1846 mit einem Kreuzweg und 1850 mit einer Glocke ausgestattet. Sie weist ein barockes Altärchen mit einem Marienbild und vier Statuen auf.

## Baudenkmäler
Außer der Dorfkapelle gilt als Baudenkmal der Stadel von Haus Nr. 7, ein aus dem 18. Jahrhundert stammender Satteldachbau mit Bändergliederung, sowie ein in Richtung Forchheim stehender Bildstock.

## Verkehrsanbindung
Das Dorf liegt an der Kreisstraße NM 19, die von Mühlhausen (Opf.) herkommend über die östlich gelegenen Nachbarorte Weidenwang, einem Gemeindeteil von Berching, und Großberghausen nach Kleinberghausen führt, dann die Kreisstraße NM 5 kreuzt und weiter nach dem westlich gelegenen Nachbarort Forchheim geht, ebenfalls ein Gemeindeteil von Freystadt. Die Kanalüberquerung ist über die Kreisstraße NM 5 und über die Staatsstraße 2237 möglich; diese kreuzt östlich von Weidenwang die Kreisstraße NM 19.